# Манс Харбор (Северна Каролина)
Манс Харбор (енгл. Manns Harbor) насељено је место без административног статуса у америчкој савезној држави Северна Каролина.

## Демографија
По попису из 2010. године број становника је 821.
| Група             | 2000.    | 2010.       |
| Белци             | 0 (0,0%) | 689 (83,9%) |
| Афроамериканци    | 0 (0,0%) | 6 (0,7%)    |
| Азијати           | 0 (0,0%) | 4 (0,5%)    |
| Хиспаноамериканци | 0 (0,0%) | 102 (12,4%) |
| Укупно            | 0        | 821         |